# 聖書の無誤性
聖書の無誤性（せいしょのむごせい、英語: Biblical inerrancy）とは、聖書が原典において全く誤りがない神の言葉であるという、聖書の教理の前提である。この立場では「歴史と科学の分野を含んで完全に正確」であり、誤りの部分はないと主張する。無誤性は、聖書は「信仰と生活との誤りなき規範」であるが、歴史や科学の分野には誤りがあるとする聖書無謬説（限定無誤性、部分的霊感説）とは区別される。ただし、部分霊感説と無誤性は対立するが、無謬性と無誤性は対立しない。

## 無誤性の文脈
多くの教派は、聖書が、神の霊感の働きに導かれた、聖書記者を通して書かれたと信じる。
聖書箇所は第二テモテへの手紙3章16節である。
聖書の霊感を信じるクリスチャンは、それが無謬であると教える。この無謬性に同意する人は、聖書が信仰とクリスチャン生活において有益で、真実な規範であると信じる。しかし、無謬性を教える幾つかの教派は、信仰と生活においては無謬でも、歴史と科学の分野に誤りがあると考えている。
無誤性の前提を持つクリスチャンは、聖書が原典において、科学、地理、歴史の分野についても、十全に真理を教えており、全く誤りが無いと信じる。

## 信仰の基礎
キリスト教の観点からの、この信仰の基礎と範囲は、使徒パウロのガラテヤ3章16節で要約される。
パウロは創世記3章15節が複数形の「子孫たちに」ではなく、単数形、男性である「子孫に」と述べていることに議論の基礎をおいている。これは、救い主イエス・キリストの到来を預言する箇所であり、聖書の一言一句が、誤りが無い例を示している。また、イエスは、聖書の「一点一画」にわたって権威があることを群集に話した（マタイによる福音書5章18節）。
神学的にもっともシンプルな説明は、神が完全な方であるから、聖書は、神のことばとして、誤りから守られ、完全であるということである。
聖書の無誤性の立場では、また、神がそれぞれの聖書記者「特有の個性と文体」をそのまま使いながら、彼ら聖書記者自身の言語と個性を通して誤り無い神の啓示を伝えるために、神の霊感が彼らを導いたと教える。この無謬性と無誤性は聖書の原典について言われる。そして、保守的な学者は、翻訳における人為的な誤りの可能性を認めるが、66巻の聖書は「神の摂理と保護」によって「純粋に保存」されてきたとしている。
またGeisler & Nixは、聖書の無誤性が以下のことによって確立されていると主張する。
- 聖書の歴史的正確さ
- 聖書自身の無誤性の主張
- キリスト教会の歴史と伝統
- クリスチャンの個人的な神の体験

## おもな教派の立場

### カトリック教会
カトリック教会は、公会議と教皇のいくつかの宣言は、誤りから守られ、無謬であると考える。1870年に教皇無謬説が正式に定められた。カトリック教会は、イエス・キリストが教皇を任命したので、信仰と道徳に関して宣言できると断言する。またローマ教皇ピウス12世はDivino Afflante Spirituにおいて、教皇の無誤を信仰と道徳の問題に限定して考える人々を弾劾した。ローマ・カトリック教会は正しい解釈をする権威はローマ・カトリックの教権にあると考える。この見解はカトリックのカテキズムの中で繰り返されている。

### 正教会
正教会では聖書の無誤性が議題になることはほとんどない。諸宗派で最も古い形式の原語(ギリシャ語)版聖書と初期教会の口伝と典礼をいずれも神聖なものとして併用しており、聖書崇拝を行わなず解釈も固定化されているからである。ほとんどの正教会の神学者は、公会議の学術的な多数決に最終的な解釈を委ねている。正教会は特に聖書がニカイア・コンスタンティノポリス信条の解釈で理解されることを重要視する。

### プロテスタント
チャールズ・ホッジ、ウォーフィールド、ジョン・グレッサム・メイチェンの古プリンストン神学は、科学・歴史・地理についても、聖書が完全に正確で誤りのない事実を記録したと信じていた。

#### 聖書の無誤性に関するシカゴ声明
1978年、プロテスタントが集まり大きな会議が開催された。この会議には保守的な改革派教会、長老派教会、ルーテル教会、バプテスト教会の教派の代表が参加した。会議は聖書の無誤性に関するシカゴ声明を発表した。シカゴ声明はどの伝統的な聖書翻訳についてもそれが誤りがないとは主張していない。聖書の原典において誤りがない神の言葉であると宣言している。聖書の無誤性は、シカゴ声明で明確化され、日本では聖書信仰として確認されている。

#### 聖書の権威に関する宣言
1987年、日本プロテスタント聖書信仰同盟（JPC）の総会において聖書の権威に関する宣言が発表され、全的無誤性が福音派の合意として確認された。

#### 福音派
福音主義教会は、正教会やローマ・カトリックと違い、聖書と同等の権威を持たされた無謬の伝統の存在を拒絶する。福音派は、イエス・キリストが最終的な権威として聖書を引用することを指摘して、聖書自身がその権威を立証するとしている。

## 無誤性の論争
聖書の無誤性の論争には三つの見解があり、2番目の立場が日本の福音派ではおもに採用されている。
絶対無誤説
聖書は歴史や科学の問題に言及していて、それらにおいても真理である。
十全無誤説
聖書は歴史や科学について書かれたものではないが、それらに関する言及にも誤りが無い。
限定無誤説
聖書は救いという中心教理においてのみ誤りがない。

## 批判
聖書の無誤性の擁護者はしばしば第二テモテ3章16節を聖書全体に誤りがないことを意味すると主張する。しかし、この教理の批判者は、そのような主張をしていないと考える。そして、この聖書箇所は、これが書かれた時に聖書と見なされていた旧約聖書だけについて述べているのだとする。それに対する反論として使徒ペテロがパウロ書簡に旧約聖書と同等の権威を認めていた根拠があると言われる。
また、この聖書が誤りを全く含んでいないという主張は、循環論法であるとして批判される。
批判者は聖書の無誤性の教理は、歴史的に教皇無謬説の代用品だったという。「マルティン・ルターが無謬の教皇の権威を打倒した時に、彼は新しい権威、無謬の聖書を作り出した。これは一般に宗教改革の教会で受け入れられた。そして聖書はプロテスタントにとって紙の教皇になった。」
世界基督教統一神霊協会も、聖書の無誤性の教理を批判している。
論理学では権威に訴える論証であり、誤謬であるとして批判対象となる。